# Mirna (Save)
Die Mirna (Deutsch: Neuring, Neiring, oder Neyring) ist ein 44 km langer, rechter Nebenfluss der Save und durchfließt die historische Region Unterkrain in Slowenien. 

## Geographie

### Verlauf
Das Quellgewässer der Mirna/Neuring entspringt auf 690 m Höhe unweit des Weilers Velika Goba in der Gemeinde Litija/Littai. Das Quellgebiet liegt inmitten des Save-Hügellandes/Posavsko hribovje. Zunächst fließt das Gewässer in südliche Richtung. Bereits nach 5 km, beim Dorf Moravče pri Gabrovki/Moräutsch, hat der Bach 340 Höhenmeter zurückgelegt. Ab hier schlängelt sich das Gewässer in südöstliche Richtung, um nach weiteren 5 km nach Osten zu schwenken.
Kurz unterhalb des Dorfes Migolica/Migoutzberg betritt der Bach den zentralen Teil des Mirnatales/Mirnska dolina, ein bis zu 3 km breites Talbecken, in dem auch die größeren Orte Mirna/Neudegg, Šentrupert/Sankt Ruprecht und Mokronog/Nassenfuß liegen. 
Ab dem Ort Pijavice/Piauze wird der Fluss wieder in ein Engtal eingezwängt. Er passiert nun, zum Teil in engen Windungen und Schleifen, dieses Hügelland und mündet bei Dolenji Boštanj/Unter Savenstein in die Save. Gegenüber der Flusseinmündung, 181 m, liegt die untersteirische Stadt Sevnica/Lichtenwald.

### Einzugsgebiet und Nebengewässer
Das Einzugsgebiet der Mirna/Neuring beträgt ungefähr 300 Quadratkilometer und trägt, als naturgeographische Region Sloweniens, die Bezeichnung Mirnska dolina. 
Die wichtigsten Bachzuläufe und Nebengewässer vom Oberlauf zur Mündung sind: 
- Linke Zuflüsse: Gabrovščica, Kamnarica, Homščica, Lipoglavščina, Sotla, Busenk, Bistrica, Jeseniščica, Pijavški potok, Hinja, Kamenca, Grahovica.
- Rechte Zuflüsse: Slepšek, Turnska Cerknica, Cerknica, Dušica, Vejar, Zabrščica, Glinški potok, Bačji potok, Savrica, Stajniški potok, Kanopljin potok, Tržiški potok, Sklepnica, Radovan.

## Geschichte
Der Fluss wird erstmals am 15. April 1016 in einer von Kaiser Heinrich II. in Bamberg ausgestellten Schenkungsurkunde an den Grafen Wilhelm vom Sanngau mit der Bezeichnung Nirine erwähnt. König Konrad II. bestätigte dem Grafen Wilhelm diese Schenkungen am 11. Mai 1025 und als Kaiser am 30. Dezember 1028.
Nach dem Tode des Grafen im Jahre 1036 fiel auch das Gebiet um den Fluss Neuring an seine Gattin Hemma und durch sie kamen die Ländereien im Jahre 1043 zur Ausstattung an das Frauenkloster Gurk, bzw. an das später dort errichtete Bistum Gurk.
Freiherr Johann Weichard von Valvasor beschreibt den Mirnafluss in seinem 1689 erschienenen Werk, Die Ehre dess Hertzogthums Crain, mit den Worten: „Die Neyring quellet bey Gallenstein / und schweifft etliche Meilwegs weit herum / biß / zwischen Sauenstein und Tarischendorff / der Sau- Strom ihr Einhalt thut / und sich / durch sie / verstaerckt. Sie regt viel Getreid- und Saeg- Muehlen / und fuehrt allerley Art Fische.“